# César Chávez
César Estrada Chávez (31. března 1927, Yuma, USA – 13. dubna 1993, San Luis, USA) byl americký aktivista mexického původu. Angažoval se v zemědělském odborovém hnutí a za práva Latinoameričanů. Patřil k zakladatelům zemědělského odborového hnutí National Farm Workers Association (člen mezinárodní unie United Farm Workers), angažoval se i v celonárodním odborovém hnutí. Bojoval též za práva zvířat, sám byl veganem a na svém statku podporoval ekologické zemědělství. Vedl boj proti antiimigračním kampaním na jihu Spojených států. Po své smrti se stal ikonou hispánského obyvatelstva USA a den jeho smrti – Cesar Chavez Day – je státním svátkem ve třech státech USA (Kalifornie, Colorado, Texas).